# Stadio Comunale Bellinzona
Het Stadio Communale is een voetbalstadion in het Zwitserse Bellinzona. Het stadion is eigendom van de gemeente, en wordt bespeeld door de plaatselijke voetbalclub AC Bellinzona. AC Bellinzona komt sinds 2012 uit in de op een na hoogste Zwitserse voetbalcompetitie, de Challenge League.
Het stadion biedt plaats aan 10.000 toeschouwers, hiervan zijn 2.000 zitplaatsen en 8.000 staanplaatsen, hoewel het aantal tegenwoordig gereduceerd is tot 5.000. Het Stadio Comunale was op 25 maart 1987 het decor van de vriendschappelijke interland tussen Zwitserland en Tsjecho-Slowakije, die met 2-1 werd gewonnen door de Tsjecho-Slowaken dankzij twee treffers van Luboš Kubík.